# Parti national conservateur roumain
Le Parti national conservateur roumain (en roumain : Partidul Național Conservator Român, PNCR) est un parti politique roumain de droite, fondé fin 2023 par Petre Cristian Bărnuțiu.
En décembre 2023, l'eurodéputé Cristian Terheș quitte le PNȚCD, rejoint le parti et devient son président. Le parti sous sa direction rejoint l'Alliance AUR (en). Terheș devient tête de liste de l'Alliance AUR pour les élections européennes de 2024 en Roumanie. Sous sa direction, l'alliance remporte la deuxième place et 6 mandats au Parlement européen.

## Résultats électoraux

### Élections européennes
| Année | Voix             | %                | Rang             | Mandats | Groupe |
| ----- | ---------------- | ---------------- | ---------------- | ------- | ------ |
| 2024  | Au sein de l'AUR | Au sein de l'AUR | Au sein de l'AUR | 1 / 33  | CRE    |